# Monismo reflexivo
El monismo reflexivo es una postura filosófica desarrollada por Max Velmans, en sus libros Understanding Consciousness (2000, 2009) y Toward a Deeper Understanding of Consciousness (2017), para abordar los problemas de la consciencia. Se trata de una versión moderna de un antiguo punto de vista según el cual la materia básica del universo se manifiesta tanto físicamente como en forma de experiencia consciente (una teoría de doble aspecto en las tradiciones de Spinoza y Fechner). El argumento es que la mente y, en última instancia, el universo son psicofísicos.
El monismo es la opinión de que el universo, en el nivel más profundo de análisis, está compuesto de un tipo fundamental de materia. Esto suele contraponerse al dualismo de sustancias, visión que se encuentra en los escritos de Platón y Descartes, según los cuales el universo está compuesto de dos tipos de materia, la física y la del alma, la mente o la consciencia.
El monismo reflexivo sostiene que, en su evolución desde algún estado primario indiferenciado, el universo se diferencia en entidades físicas distinguibles, al menos algunas de las cuales tienen el potencial de una experiencia consciente, como los seres humanos. Si bien permanece inmerso en el universo circundante, depende de él y está compuesto del mismo material fundamental, cada ser humano, dotado con sistemas perceptivos y cognitivos, tiene una perspectiva o visión individual del resto del universo y de sí mismo. En este sentido, cada ser humano participa de un proceso mediante el cual el universo se diferencia en partes y toma consciencia de sí mismo, haciendo que el proceso sea reflexivo. Donald Price y James Barrell escriben que, según el monismo reflexivo, la experiencia y la materia son dos caras complementarias (visibles en primera y tercera persona) de la misma realidad, y ninguna puede reducirse a la otra. Que los estados cerebrales sean causas y correlatos de la consciencia, escriben, no significa que sean ontológicamente idénticos a ella, desarrollando ellos el uso de perspectivas complementarias de primera y tercera persona en un programa empírico no reduccionista para investigar la relación de la experiencia consciente con la neurociencia.
Una combinación similar de monismo y reflexividad se encuentra en escritos védicos posteriores como los Upanishads, así como en los puntos de vista budistas del Chittamatra y Dzogchen.